# Gilbert Baechtold

Gilbert Baechtold (1971)

Gilbert Baechtold (* 8. August 1921; † 19. Dezember 1996, heimatberechtigt in Osterfingen und Jouxtens-Mézery) war ein Schweizer Politiker (SP).

## Leben und Wirken
Gilbert Baechtold schloss sein Studium mit dem Dr. iur.  der Universität Lausanne ab und war ab 1951 als Anwalt tätig. Nachdem er politische Ämter auf Gemeinde- und Kantonsebene ausgeübt hatte, wurde er für den Kanton Waadt in den Nationalrat gewählt, dem er vom 27. Februar 1967 bis zum 9. Juni 1983 angehörte. Er engagierte sich namentlich in der Aussenpolitik.
Gilbert Baechold ist auch der Verfasser zweier Romane. 

## Werke
- Le droit de propriété commune et sa transmission. Essai d'une théorie générale en droit suisse, Thèse droit Lausanne, 1949 (Annexe: Thèses accessoires. 1 p.)
- Propriété commune. Le droit du communiste et sa transmission. Essai d'une théorie générale en droit suisse, Lausanne: F. Rouge 1949
- Les Juges fous, Lausanne: P.-M. Favre 1982 (Enthält auch: Révérend.)
- Quand les serpents naviguent: [roman], Lausanne: P.-M. Favre 1985

## Quelle
- Datenbank der Ratsmitglieder seit 1848